# Ælfweard (évêque de Londres)
Pour le fils d'Édouard l'Ancien, voir Ælfweard.
Ælfweard est un prélat anglo-saxon mort le 25 ou le 27 juillet 1044. Il est évêque de Londres de 1035 à sa mort.

## Biographie
D'après le Chronicon Abbatiae de Evesham, Ælfweard est apparenté au roi Knut le Grand, peut-être par le biais d'Ælfgifu de Northampton, la première femme du roi. Moine à l'abbaye de Ramsey, Ælfweard est nommé abbé du monastère d'Evesham en 1014 par le roi Æthelred. Il défend son abbaye contre les ambitions de l'ealdorman Godwine de Lindsey et de l'évêque Wulfstan de Worcester.
Ælfweard devient évêque de Londres en 1035. Il reste abbé d'Evesham et fait preuve d'une grande générosité à l'égard de son monastère, à travers le financement de travaux et le don de livres. En 1040, il fait partie de la délégation envoyée auprès de Hardeknut pour le prier d'accepter la couronne d'Angleterre.
Il est frappé de la lèpre, ce que le chroniqueur d'Evesham considère comme une punition divine pour avoir voulu s'approprier les reliques de sainte Osyth. Il démissionne de son évêché pour retourner à Evesham, mais les moines refusent de l'accueillir. Il poursuit donc sa route jusqu'à Ramsey, où il reçoit un accueil plus chaleureux. Pour cette raison, il retire tous les dons qu'il avait faits à Evesham pour les conférer à Ramsey,.
Ælfweard meurt le 25 ou le 27 juillet 1044.